# Édouard Turquety
Édouard Turquety, né à Rennes le 21 mai 1807 et mort à Paris le 18 novembre 1867, est un poète français.
Dans la lignée de Lamartine, il passa du romantisme lyrique, dans ses Esquisses poétiques de 1829), à la poésie religieuse, mais de manière bien plus fervente et complète que chez l'auteur des Harmonies, et que Laprade après lui. Il fut admiré de Charles Nodier et ami de Lamennais.

## Œuvres
- Esquisses poétiques, 1829
- Amour et Foi, 1833
- Poésie catholique, 1836
- Hymnes sacrés, 1836
- Primavera, P., Chamerot, 1841 (nouvelles édition augmentée des Esquisses poétiques)
- Fleurs à Marie, 1845
- Les Représentants en déroute, ou le Deux Décembre, poème en 5 chants, 1852
- Poésies religieuses à l'usage de la jeunesse, 1858
- Un acte de foi, poésies posthumes, 1869